# Кегалле (округ)
Кегалле (синг. කෑගල්ල දිස්ත්රික්කය, там. கேகாலை மாவட்டம்) — один з 25 округів  Шрі-Ланки. Входить до складу провінції Сабарагамува. Адміністративний центр — місто Кегалле.

## Площа
Площа округу становить 1693 км². Розташований між центральним нагір'ям і рівнинами на південному заході країни.

## Населення
Населення округу за даними перепису 2012 року становить 837 179 осіб. За даними минулого перепису 2001 року воно нараховувало 785 524 людини. На 2001 рік 85,89% населення становили сингали; 6,42% — ларакалла; 5,63% — індійські таміли; 1,90% — ланкійські таміли; 0,04% — малайці; 0,02% — бюргери і 0,11% — інші етнічні групи. За даними того ж перепису, 84,99% населення сповідували буддизм; 6,58% — індуїзм; 6,58% — іслам і 1,82% — християнство.

## Історія
В середньовіччі нинішня територія округу знаходилась у складі королівств Сітавака, згодом Канді. В 1815 році Цейлон опинився повністю під контролем Британії. У 1833 році Кеґалле став частиною провінції Сабараґамуви ( син . සබරගමුව පළාත, таміл. சபரகமுவ மாகாணம்).
Найвідоміше місце в окрузі — притулок для диких слонів Піннавела, розташований на північному заході від міста Кеґалле. Притулок був відкритий в 1975 році Департаментом з охорони дикої природи Шрі-Ланки на території кокосової плантації на річці Махаойя. Спочатку він був відкритий з метою порятунку і турботи про багатьох покинутих батьками слоненят, знайдених у джунглях. У 2011 році в Піннавелі проживало 196 слонів, у тому числі 43 самці та 68 самок із трьох поколінь. Притулок став дуже популярним місцем серед туристів. Основною розвагою є купання слонів, також існує можливість контакту з тваринами і годування. Вхід на територію притулку відкритий щодня, плата за вхід використовується на утримання слонів.